# 优先权 (知识产权)
在专利、工业设计和商标法律中，优先权是指一项由第一次申请专利、工业设计或商标触发的，有时间限制的权利。优先权属于申请人或其继承者，并允许他就同样的发明、设计或商标提交一件在后申请，而且使该在后申请在某些要求的审查中从第一次申请的申请日开始计算，从而获得一定权益。当提交在后申请的时候，申请人应当“要求第一次申请的优先权”，从而可以利用该优先权。
优先权的期限，也就是优先权存在的时间，对于工业设计和商标来说通常是6个月，而对于专利和实用新型来说通常是12个月。对于专利和实用新型来说，优先权的期限也往往被称为“优先年”。
在专利法律中，如果一项优先权要求是有效的，那么第一次申请的申请日，又称为“优先权日”，会被当成“有效申请日”以进行要求第一次申请优先权的在后申请新颖性和创造性步骤或非显而易见性的审查。换句话说，在审查在后申请的权利要求的新颖性和创造性步骤或非显而易见性中，所考虑的在先技术不是所有在（该在后申请）申请日之前已存在的公开信息，而是所有在优先权日，也就是第一次申请的申请日之前已存在的公开信息。

## 理论
“优先权的基本目的是在一定时间内保护专利申请人在努力为他的发明获取国际保护时的利益，从而减轻专利法律的地域性带来的负面结果。”

## 优先权的种类

### 公约优先权
“巴黎公约优先权”，也简称为“公约优先权”或者“联盟优先权”，是由1883年制定的保护工业产权巴黎公约第四条定义的，多边协定下的“优先权”。公约优先权也许是最为人所知的优先权。它是由公约第四条A.（1）规定的：
已经在本联盟的一个国家正式提出专利、实用新型注册、外观设计注册或商标注册的申请的任何人，或其权利继受人，为了在其他国家提出申请，在以下规定的期间内应享有优先权。
巴黎公约的第四条B描述了优先权的效应：
因此，在上述期间届满前在本联盟的任何其他国家后来提出的任何申请，不应由于在这期间完成的任何行为，特别是另外一项申请的提出、发明的公布或利用、外观设计复制品的出售、或商标的使用而成为无效，而且这些行为不能产生任何第三人的权利或个人占有的任何权利。第三人在作为优先权基础的第一次申请的日期以前所取得的权利，依照本联盟每一国家的国内法予以保留。
WTO《与贸易有关的知识产权协定》（TRIP协定）的第二条第一款与巴黎公约合起来提供了一种“衍生”的公约优先权。 也就是说，就算WTO成员国不认可巴黎公约，他们仍然需要遵守巴黎公约的第一至十二条以及第十九条。（如要检视一张巴黎公约缔约方及WTO成员国的比较名单，请参见WIPO网站上的PCT及巴黎公约的缔约方及WTO的成员国]）。

### 其它多边协议下的优先权
某些优先权是由多边协定所规定的，例如欧洲专利公约（EPC）以及专利合作条约 （PCT）。巴黎公约只包括巴黎公约缔约方中申请的优先权声明，但不包括欧洲专利申请或者国际申请（PCT申请）中的优先权声明。

#### 欧洲专利公约
欧洲专利公约第八十七条第二款规定了EPC的优先权系统，或者更准确的说，承认巴黎公约缔约方的第一次申请的优先权:
在保护工业产权巴黎公约缔约方或对该缔约方有效而正式提出发明专利、实用新型专利登记，实用证书或发明人证书的申请的或其权利继承人，就同一项发明提出欧洲专利申请时，在第一次申请提出后的十二个月期间内享有优先权。
欧洲专利公约第八十九条描述了优先权的效应：
在适用第五十四条第二款、第三款及第六十条第二款时，优先权的效力在于其优先权日视为欧洲专利申请的申请日。
如同欧洲专利局前的上诉程序在2004年8月6日的决定G 3/93中提到的（第四点理由）：
欧洲专利公约八十七至八十九条在欧洲专利申请的要求优先权问题上提供了一个完整的，自足的法律细则。（cf. 判决J 15/80, OJ EPO 1981年, 213)
巴黎公约也包括了同优先权有关的法律细则。巴黎公约并非正式对欧洲专利局有约束力。然而，由于欧洲专利公约，根据其前言，构成了巴黎公约第十九条的含义内一个特别的协定，欧洲专利局明显地不想违反巴黎公约内规定的关于优先权的基本准则(cf. 决定T 301/87, OJ EPO 1990, 335, 理由7.5)。

#### 专利合作条约
专利合作组织在其条约8(1)中提供了在提交国际申请（PCT申请）时要求优先权的可能性:
国际申请可如在本条约的附属规则所规定包括一项声明，申述因曾在参加保护工业产权巴黎公约的任一缔约方内提过一份或多份申请，或因申请过一份或多份具有缔约方保护效力的专利而具有优先权。
PCT细则4.10（a）继续提到：
在保护工业产权巴黎公约的缔约方或者任何WTO成员国但不是公约缔约方的国家提出申请时，任何第八条第（1）款所述的声明都可以要求任何巴黎公约成员国的一个或多个在先申请的优先权。
然而，细则4.10从2000年1月1日起的修改并不适用于所有的指定局。 例如，对于以欧洲专利局作为指定局的，旧的细则4.10(a)仍然适用，也就是说要求在WTO成员国而非巴黎公约缔约方的第一次申请的优先权是不被承认的。

### 本国优先权
某些优先权称为“本国优先权”的，是由一些国家法律所规定的。这样的本国优先权允许一个申请人在这个国家提交第一次申请后又提交之后的申请的时候要求第一次申请的优先权。巴黎公约是不包括本国优先权。参见，例如美国的临时专利申请。

### 双边协定下的优先权
某些优先权也建立在双边协定的基础上。两个国家之间的双边协定可能允许一个申请人在第一个国家提交申请之后又在第二个国家提交第二次申请的时候要求优先权。这种双边协定通常牵涉到至少一个不属于巴黎公约缔约方的国家。

## 注解
1. ↑   (PDF).   [2007年6月3日]. （原始内容存档 (PDF)于2007年9月29日）.
2. 1 2  .   [2007-06-03]. （原始内容存档于2014-02-10）.
3. ↑  .   [2007-06-03]. （原始内容存档于2020-11-12）.
4. ↑   (PDF).   [2007-06-03]. （原始内容 (PDF)存档于2007-06-10）.
5. ↑  .   [2007年6月3日]. （原始内容存档于2007年9月29日）.
6. ↑  .   [2007-06-03]. （原始内容存档于2017-07-04）.
7. ↑  .   [2007-06-03]. （原始内容存档于2017-06-08）.
8. ↑  .   [2007-06-03]. （原始内容存档于2017-06-08）.